# Büsing-Palais

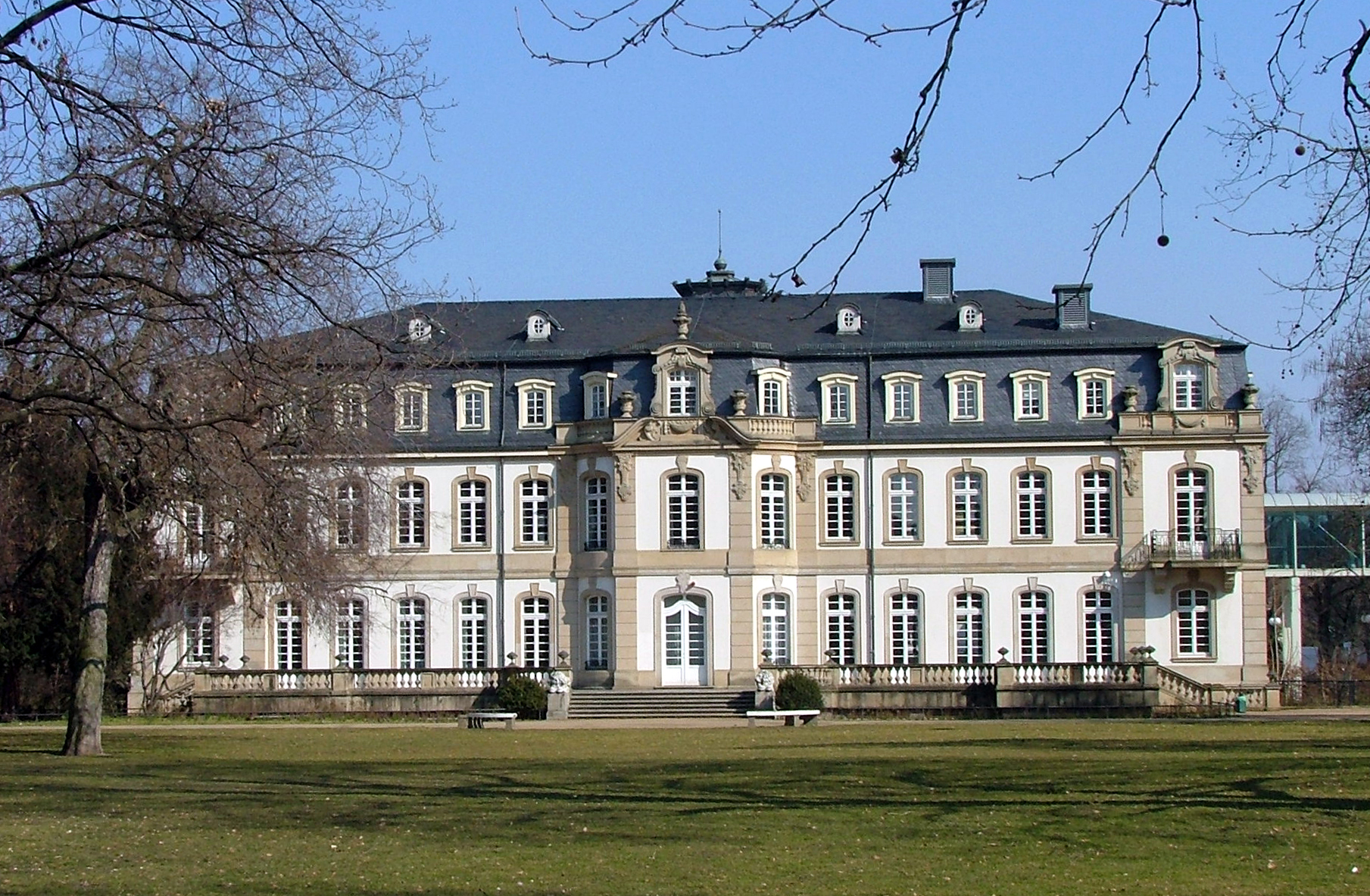
Büsing-Palais, Außenansicht aus dem Büsing-Park

Das Büsingpalais ist ein neobarockes Stadtpalais in Offenbach am Main. An das Anwesen grenzt der heutige Stadtpark Offenbachs, der Büsingpark, sowie der Lili-Park mit dem Lili-Tempel. Heute gilt das Büsingpalais als eines der repräsentativsten Gebäude in Offenbach am Main.
Das Palais ist Kulturdenkmal nach dem Hessischen Denkmalschutzgesetz und Teil des Projekts Route der Industriekultur Rhein-Main.

## Geschichte
In der zweiten Hälfte des 18. Jahrhunderts ließen sich die wohlhabenden Unternehmer Peter Bernard und Johann Georg d’Orville ein Herrenhaus samt Landschaftsgarten errichten. 1775 nutzte auch der junge Frankfurter Dichter Johann Wolfgang Goethe dieses Herrenhaus mit Lili Schönemann für einen Sommer. Mit dem Eigentumswechsel im Jahr 1891 an den Erben Adolf Freiherr von Büsing-Orville, dessen Mutter aus der Familie d’Orville kam, und dem von ihm beauftragten weiteren Ausbau des Herrenhauses zu einem neobarocken Stadtpalais durch den Architekten Wilhelm Manchot ab 1899 erklärt sich die heutige Namensgebung. Die Künstler Rudolf und Otto Linnemann aus Frankfurt schufen vor dem Ersten Weltkrieg Farbverglasungen für das Gebäude.
1921 ging das Büsingpalais in den Besitz der Stadt Offenbach über, die das Gebäude als Rathaus nutzte. Im Zweiten Weltkrieg wurde das Palais durch einen Luftangriff im Dezember 1943 bis auf die Außenmauern zerstört.
In den Jahren 1952 und 1953 wurden zunächst die Seitenflügel wieder errichtet, dort fanden sodann das Klingspor-Museum sowie die Stadtbibliothek Offenbach Einzug.
Der zerstörte Hauptflügel wurde erst gemäß Beschluss der Stadtverordnetenversammlung vom 18. Dezember 1980 nach Entwurf der Architekten Michael Poeschel, Fritz Petermann und Walter Petermann wiederaufgebaut, Richtfest feierte man am 6. August 1982, am 21. September 1984 fand die Wiedereröffnung statt.
Heute werden Teile des Büsing-Palais von einem benachbarten Hotel als Tagungsräumlichkeiten genutzt. Das Hotel vermietet Räumlichkeiten des Büsing-Palais für Veranstaltungen jeglicher Art. Im Innenhof finden im Sommer Konzerte statt.

## Architektur

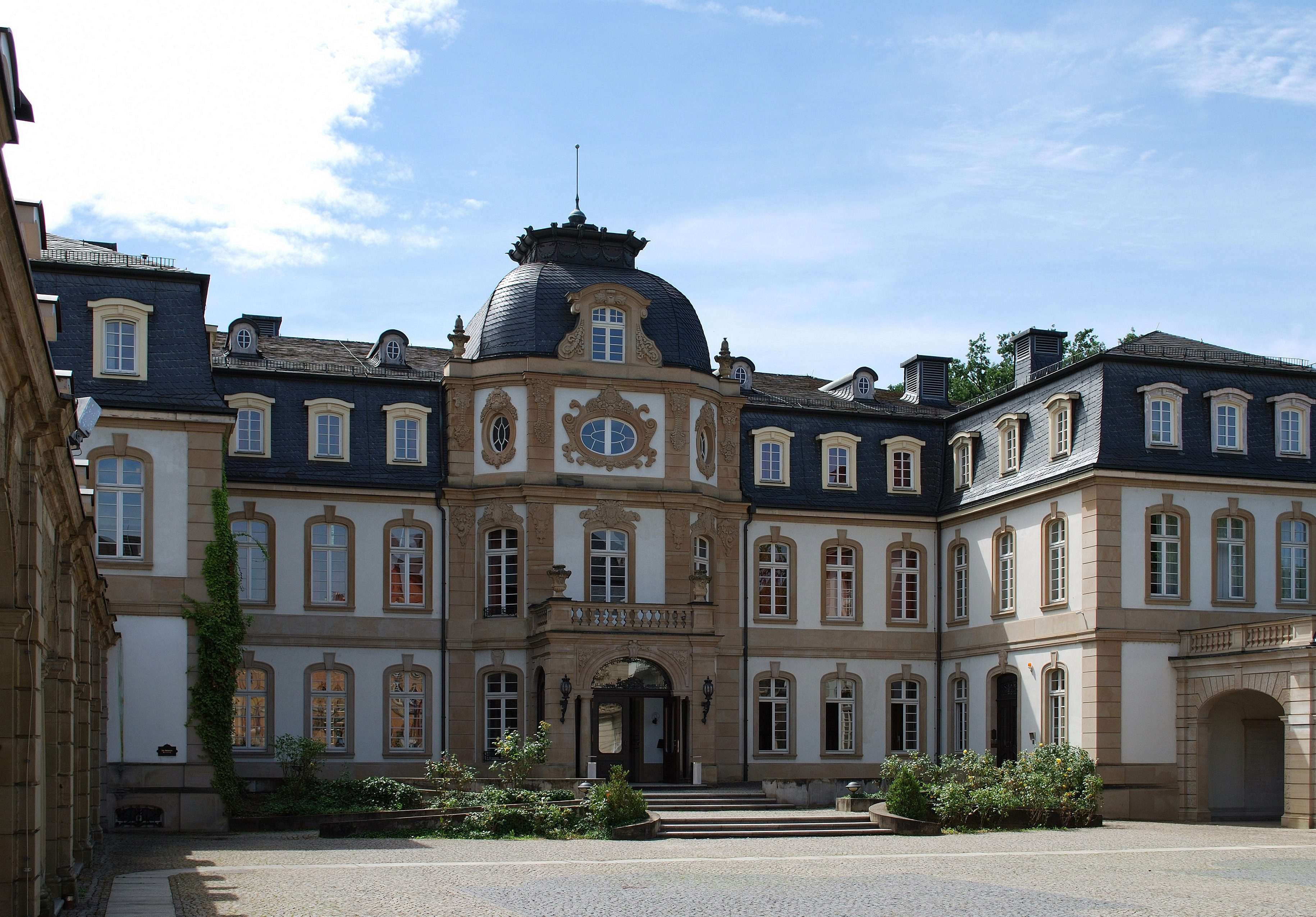
Büsingpalais, Innenhof

Das Palais präsentiert sich in zurückhaltend neobarocken Formen. Der Hauptbau ist zweigeschossig unter einem mit Schiefer gedeckten Mansardwalmdach. Die verputzten Fassaden werden durch Werkstein-Elemente wie Gesimse und segmentbogige Fensterlaibungen gegliedert.
Auf der Parkseite ist dem Gebäude über seine ganze Breite eine Terrasse vorgelegt. Die Terrasse wird durch eine Sandsteinbalustrade abgeschlossen und ist über einen Treppenaufgang erreichbar, der von zwei liegenden Löwen flankiert wird, die die Bombenangriffe des Zweiten Weltkriegs weitgehend unbeschadet überstanden. Eingeschossige Zwischenbauten mit Kolonnaden verbinden das Palais mit den zweigeschossigen Pavillons an der Herrnstraße. In der Architektur sind die beiden Pavillons dem Hauptbau angepasst, jedoch zurückhaltender dekoriert.